# Kim Yu-jong
Kim Yu-jong est un écrivain coréen mort de la tuberculose à l'âge de 29 ans. Il a fait partie du groupe littéraire « Guinhoe » et s'est attaché dans ses nouvelles à montrer avec humour la vie des petites gens. Il a remporté les concours pour les jeunes écrivains du Chosun Ilbo et du Joseon Joongang Ilbo en 1935.

## Livre traduit en français
- « Une averse », une sélection de neuf nouvelles traduites par Choi Mikyung et Jean-Noël Juttet, éditions Zulma, mars 2005.  (ISBN 2-84304-314-X)

## Référence
- Les Coréens dans l'histoire, « Kim Yu-jong, écrivain phare de la littérature coréenne moderne », KBSworld, le 23 février 2012.